# Kalen Damessi
Kalen Damessi (Toulouse, 28 de março de 1990) é um futebolista profissional togolês que atua como atacante.

## Carreira
Kalen Damessi representou o elenco da Seleção Togolesa de Futebol no Campeonato Africano das Nações de 2013.